# أبو براء اليمني
أبو براء اليمني، هو يمني من تنظيم القاعدة، متهم بالتورط في هجمات 11 سبتمبر في الولايات المتحدة الأمريكية ، لكنه لم يتمكن في المشاركة، لعدم حصوله على تأشيرة سفر للولايات المتحدة.